# Pinanga manii
Pinanga manii är en enhjärtbladig växtart som beskrevs av Odoardo Beccari. Pinanga manii ingår i släktet Pinanga och familjen Arecaceae. Inga underarter finns listade i Catalogue of Life.